# 현진우
현진우(본명: 박권복, 1975년 9월 4일 ~ )은 대한민국의 가수이다.

## 생애
전남 목포시 출신으로 카지노경영학을 수료하여 제주도에서 카지노 딜러로 생활하였다. 현진우는 1997년 《전국노래자랑》에 참가하여 최우수상을 수상하였다. 그로부터 2년후 1999년에 가요계에 발을 디뎠다. 각종 밤무대를 다니면서 무명시절을 겪어오다가 2집 《고로해서》가 중년층들에게 인기를 끌면서 대중들에게 이름을 알렸다. 또한 2004년 《빈손》이라는 곡을 부르면서 인기차트에서 상위권을 차지하고 많은 팬들이 생겼다. 최근 5집 앨범을 발매해 활동하고 있고 다양한 행사, 무대에 출연하고 있었다. 2006년에는 《인간극장》에 출연하여 자신의 삶을 보여주기도 했다.

## 학력
- 제주관광대학 카지노경영학과 졸업

## 데뷔
- 1999년 1집 앨범 "그 사람이 보고싶다"

## 음반
- 1999년 1집 그 사람이 보고싶다
- 2001년 2집 고로해서 / 너 없는 나
- 2004년 3집 빈손 / 인연의 끈
- 2007년 4집 국민 여러분
- 2008년 낮이나 밤이나 / 사랑이 이거다 (싱글)
- 2013년 쿵짝인생 / 바람둥이 (싱글)
- 2018년 노세노세 (EP)
- 2021년 목포는 항구다 (싱글)
- 2021년 나의 영토 (싱글)
- 2024년 친구야 (싱글)

## 홍보대사
- 2006년 용인시서북부장애인종합복지관 홍보대사
- 2010년 인천광역시지적장애인복지협회 홍보대사
- 2010년 전라남도 한우 홍보대사

## 수상
- 1997년 전국노래자랑 최우수상
- 1997년 전국노래자랑 연말결선 우수상
- 1998년 제주문화방송 썸머뮤직 페스티벌 입상
- 1999년 남인수가요제 대상 수상
- 2003년 경인방송 성인가요베스트 30 “고로해서” 1위
- 2003년 경인방송 성인가요베스트 30 연말대상 본상
- 2012년 한국사회를 빛낸 사람들 대한민국 충효대상 대중문화예술특별공로대상